# Reinhold Sadler

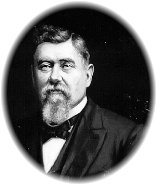
Reinhold Sadler

Reinhold Sadler (* 10. Januar 1848 in Czarnikau, Preußen; † 30. Januar 1906 in Eureka, Nevada) war ein US-amerikanischer Politiker und von 1896 bis 1903 Gouverneur des Bundesstaates Nevada.

## Frühe Jahre und Aufstieg
Der in der damals preußischen Provinz Posen (heute Polen) geborene Reinhold Sadler besuchte die öffentlichen Schulen seiner Heimat. Er emigrierte in die USA und ging zunächst nach Virginia City, dann nach Eureka, wo er als Müller, Kaufmann und im Bergbau tätig wurde. Im Jahr 1880 wurde er zum Kämmerer im Eureka County gewählt. 1895 wurde er als Vizegouverneur Stellvertreter des Gouverneurs von Nevada. Er wurde nach dem Tode von John Edward Jones als neuer Gouverneur vereidigt und als Kandidat der Silver Party 1898 dann formal zum Gouverneur von Nevada gewählt wurde.

## Gouverneur von Nevada
Vom 10. April 1896 bis zum 5. Januar 1903 amtierte Sadler als Gouverneur. In dieser Zeit wurden Gesundheitsprogramme verabschiedet und eine Landwirtschaftsschule (Farmer's Institute) gegründet. Außerdem wurden erste Maßnahmen für den Umweltschutz ergriffen. Im Jahr 1902 lehnte Sadler eine erneute Kandidatur ab.

## Weiterer Lebenslauf
Nach seiner Amtszeit kehrte Sadler nach Eureka zurück und widmete sich seinen privaten geschäftlichen Angelegenheiten. 1904 kandidierte er erfolglos für ein Mandat im US-Kongress. Reinhold Sadler starb am 30. Januar 1906. Er wurde auf dem Friedhof in Carson City beigesetzt. Mit seiner Frau Louise Zadow hatte er fünf Kinder.